# Sint-Annakapel (Verviers)

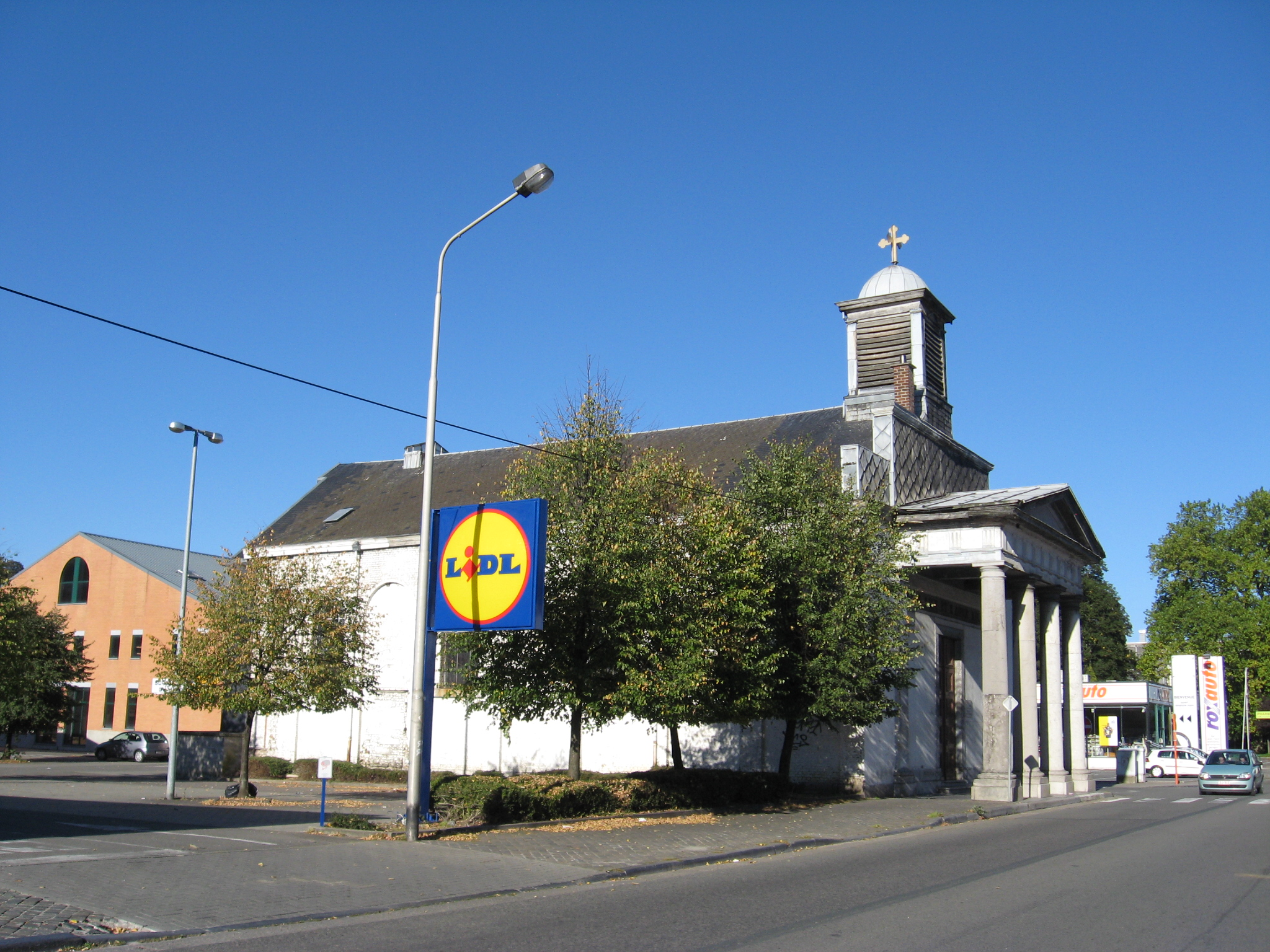
Sint-Annakapel

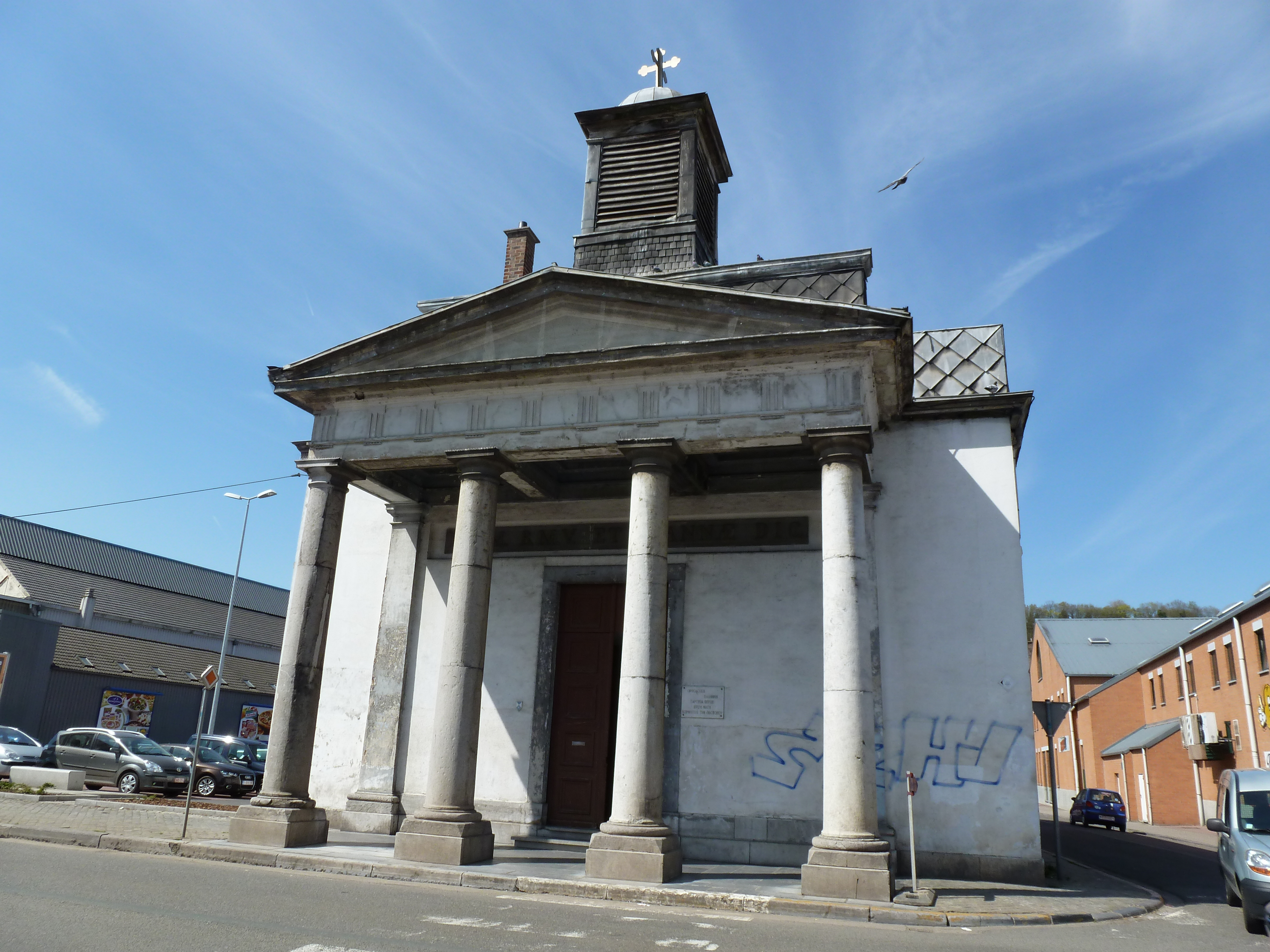
Voorzijde

De Sint-Annakapel (Chapelle Sainte-Anne) is een kapel in de Belgische stad Verviers, gelegen aan de Rue de Limbourg.

## Geschiedenis
De ziekenzaal van het plaatselijke hospitaal (Hôpital des Malades) was te klein geworden en men wilde in 1826 het aantal bedden uitbreiden, waartoe de voormalige kapel moest wijken. Het was Marie-Anne Simonis, weduwe van Jean-François Biolley (beide families van textielfabrikanten), die een donatie gaf om een nieuwe kapel te bouwen, op voorwaarde dat deze kapel ook opengesteld zou worden voor het publiek terwijl achter het altaar ook een zaal was waar de zieken in gelegenheid werden gesteld om de diensten bij te wonen. De kapel werd gebouwd 1827-1828 naar ontwerp van Auguste-Marie Vivroux, en werd gewijd aan Sint-Anna, de schutspatroon van Marie-Anne.
In 1891 werd het ziekenhuis verplaatst, maar de kapel bleef bestaan. In 1970 werd de kapel in gebruik genomen door de Grieks-Orthodoxe Kerk, ten behoeve van de sterk gegroeide Griekse gemeente in Verviers. Aangezien de Grieks-Orthodoxen in 2018 overgaan naar de Sint-Jan-de-Doperkerk te Hodimont, moet voor de, in slechte staat verkerende, Sint-Annakapel een nieuwe bestemming worden gezocht.

## Gebouw
De driebeukige kapel wordt betreden via een peristilium. De kerk heeft zeven traveeën en een halfcirkelvormige apsis welke met cassetten is bekleed. Het middenschip wordt overwelfd door een tongewelf. Op het dak van de kapel bevindt zich een bescheiden torentje.
Het kerkmeubilair dateert uit de tijd van de bouw.